# ووهیمارینا لاموسینا
ووهیمارینا لاموسینا (به لاتین: Vohimarina Lamosina) یک منطقهٔ مسکونی در ماداگاسکار است که در ناحیه آمبوهیماهاسوآ واقع شده‌است. ووهیمارینا لاموسینا ۱۲٬۵۵۹ نفر جمعیت دارد.